# Тейлор, Джад
Джадсон Тейлор (англ. Judson Taylor) (25 февраля 1932 — 6 августа 2008) — американский актёр, режиссёр, продюсер и сценарист.
Он также был вице-президентом (1977—1981) и президентом (1981—1983) Гильдии режиссёров Америки (ГРА).

## Ранняя жизнь и актёрская карьера
Джадсон Тейлор родился в Нью-Йорке и окончил Калифорнийский университет в Беркли.
Он начал свою карьеру в шоу-бизнесе как актёр, дебютировав в роли радиста рядового Абрамовица в военном фильме 1956 года «Атака». Возможно, его самой заметной ролью в кино была роль военнопленного союзника Гоффа в классическом фильме о Второй мировой войне «Большой побег» (1963).
В течение 4-х лет Тейлор снимался в медицинской драме «Доктор Килдэр», играя роль доктора Томаса Герсона. Затем он неоднократно появлялся в телесериалах «Беглец» и «Вертикальный взлёт».
Другие телесериалы, в которых снимался Тейлор, включали: «Я живу тремя жизнями», «Театр „Дженерал Электрик“», «Люкс-видео театр», «Дымок из ствола», «Театр 90», «Приключения Рин Тин Тина» и «Караван повозок».

## Режиссёрская карьера

### Эпизоды телесериалов
Джад Тейлор обратился к режиссуре в 1965 году, начав с эпизода «Доктора Килдэра» «My Name Is Lisa, and I Am Lost».
Он снял пять эпизодов третьего сезона научно-фантастического телесериала «Звездный путь: Оригинальный сериал»: «Райский синдром», «В мгновение ока», «Пусть это будет полем последней битвы», «Метка Гидеона» и «Витающие в облаках».
Тейлор также снял множество эпизодов для телесериалов: «Доктор Килдэр», «Потом пришёл Бронсон», «Молодые юристы» и «Хокинс».
Другие телесериалы, для которых Тейлор был режиссёром, включают: «Агенты А. Н. К. Л.», «Бен Кейси», «Шэйн», «Беглец», «Защитник Джадд», «Смелые: Новые доктора», «Любовь по-американски», «Лонгстрит», «Менникс», «Новобранцы», «Сара», «Полицейский из будущего» и «Лу Грант».
В период с 1977 по 1997 год Тейлор полностью сосредоточился на режиссуре телефильмов. Он вернулся к эпизодам телесериалов в начале 2000 года, чтобы снять первый из пяти его эпизодов для телесериала «Закон и порядок: Специальный корпус». Ушёл в отставку с должности режиссёра после работы над эпизодом пятого сезона «Подноготная».

### Телефильмы
В период с 1968 по 1997 год Джад Тейлор снял более сорока телефильмов. Его первым фильмом было «Затемнение» 1968 года, хотя он решил быть указанным под печально известным псевдонимом «Алан Смити». Тейлор был одним из первых режиссёров, воспользовавшихся этим именем. Первым телефильмом, который он снял под своим собственным именем, был его следующий фильм «Weekend of Terror» (с англ. — «Выходные террора») 1970 года.
Среди других телефильмов, снятых Тейлором в 1970-е годы, были «Месть» (1971), «Попрощайся, Мэгги Коул» (1972), «Зима убивает» (1974), «Исчезновение рейса 412» (1974), «В поисках Богов» (1975) и «Плоть и кровь» (1979).
Тейлор был номинирован на премию «Эмми» в категории «Лучшая режиссура специальной программы — драма или комедия» за фильм 1977 года «Хвостовой стрелок Джо». В том же году Тейлор снял ещё два фильма — «Мэри Уайт» и «Рождественское чудо».
В дополнение, Тейлор снял и спродюсировал телефильмы «Возвращение на Землю» 1976 года и «Великий побег 2: Нерассказанная история» 1988 года. Он также был режиссёром и исполнительным продюсером фильма 1981 года «Инцидент в Крестридже».
Среди других режиссёрских работ Тейлора в 1980-е годы были «Город в страхе» (1980), «Сила любви» (1980), «Лицензия на убийство» (1984), «Из темноты» (1985) и «Нарушенные обеты» (1987).
В 1987 году он выиграл премию Гильдии режиссёров Америки (ГРА) в категории «Лучшее режиссёрское достижение в мини-сериале или фильме для телевидения» за свой второй фильм 1987 года, «Призрачный свет».
В 1990-е годы Тейлор снял такие телефильмы, как «Старик и море» (1990), «Калейдоскоп» (1990), «Во имя моей дочери» (1992), «Кун-Фу: Возрождение легенды» (1992), «Гвиневере» (1994) и «Тайны» (1995). Его последним телефильмом был «Кловер» (1997).

## Смерть
Джад Тейлор умер в Нью-Йорке после продолжительной болезни в возрасте 76 лет. У него остались жена, кастинг-директор Линн Крессел, и две дочери, а также внучка и сестра.